# Campeonato Croata de Patinação Artística no Gelo
O Campeonato Croata de Patinação Artística no Gelo (em croata:  Prvenstvo Hrvatske) é uma competição nacional anual de patinação artística no gelo da Croácia. Os patinadores competem em três eventos, individual masculino, individual feminino, e patinação sincronizada.
A competição determina os campeões nacionais e os representantes da Croácia em competições internacionais como Campeonato Mundial, Campeonato Mundial Júnior, Campeonato Europeu e os Jogos Olímpicos de Inverno.

## Edições
| Ano (Edição) | Cidade sede          | Sênior               | Sênior               | Sênior               | Sênior               | Ref                  |
| Ano (Edição) | Cidade sede          | M                    | F                    | D                    | S                    | Ref                  |
| ------------ | -------------------- | -------------------- | -------------------- | -------------------- | -------------------- | -------------------- |
| 1999         |                      | •                    | •                    | –                    | –                    | [ 1 ] [ 2 ]          |
| 2000         |                      | •                    | •                    | –                    | –                    | [ 1 ] [ 2 ]          |
| 2001         |                      | •                    | •                    | •                    | •                    | [ 3 ]                |
| 2002         |                      | •                    | •                    | –                    | –                    | [ 1 ] [ 2 ]          |
| 2003         |                      | •                    | •                    | –                    | •                    | [ 4 ]                |
| 2004         |                      | •                    | •                    | –                    | •                    | [ 5 ]                |
| 2005         |                      | •                    | •                    | –                    | •                    | [ 6 ]                |
| 2006         | Não houve competição | Não houve competição | Não houve competição | Não houve competição | Não houve competição | Não houve competição |
| 2007         | Zagreb               | •                    | •                    | –                    | •                    | [ 7 ]                |
| 2008         | Zagreb               | •                    | •                    | –                    | •                    | [ 8 ]                |
| 2009         | Zagreb               | •                    | •                    | –                    | •                    | [ 9 ]                |
| 2010         | Zagreb               | •                    | •                    | –                    | •                    | [ 10 ] [ 11 ]        |
| 2011         | Zagreb               | •                    | •                    | –                    | •                    | [ 12 ] [ 13 ]        |
| 2012         | Zagreb               | •                    | •                    | –                    | •                    | [ 14 ] [ 15 ]        |
| 2013         | Zagreb               | •                    | •                    | –                    | •                    | [ 16 ] [ 17 ]        |
| 2014         | Zagreb               | •                    | •                    | –                    | •                    | [ 18 ] [ 19 ]        |
| 2015         | Zagreb               | •                    | •                    | –                    | •                    | [ 20 ] [ 21 ]        |
| 2016         | Zagreb               | •                    | •                    | –                    | •                    | [ 22 ] [ 23 ]        |
| 2017         | Zagreb               | •                    | •                    | –                    | •                    | [ 24 ]               |

## Lista de medalhistas

### Individual masculino
| Evento                 | Ouro                  | Prata                      | Bronze                     |
| 1999 (detalhes)        | Karlo Požgajčić       | ?                          | ?                          |
| 2000 (detalhes)        | Karlo Požgajčić       | ?                          | ?                          |
| 2001 (detalhes)        | Karlo Požgajčić       | Michael Bahoric            | não houve outro competidor |
| 2002 (detalhes)        | Tomislav Bišćan       | ?                          | Karlo Požgajčić            |
| 2003 (detalhes)        | Tomislav Bišćan       | Josip Gluhak               | Boris Martinec             |
| 2004 (detalhes)        | Boris Martinec        | Josip Gluhak               | Tomislav Bišćan            |
| 2005 (detalhes)        | Boris Martinec        | Josip Gluhak               | Tomislav Bišćan            |
| 2006                   | Não houve competição  | Não houve competição       | Não houve competição       |
| Zagreb 2007 (detalhes) | Boris Martinec        | Josip Gluhak               | não houve outro competidor |
| Zagreb 2008 (detalhes) | Boris Martinec        | Josip Gluhak               | Ivor Mikolcevic            |
| Zagreb 2009 (detalhes) | Boris Martinec        | Josip Gluhak               | não houve outro competidor |
| Zagreb 2010 (detalhes) | Boris Martinec        | não houve outro competidor | não houve outro competidor |
| Zagreb 2011 (detalhes) | Boris Martinec        | não houve outro competidor | não houve outro competidor |
| Zagreb 2012 (detalhes) | Josip Gluhak          | não houve outro competidor | não houve outro competidor |
| Zagreb 2013 (detalhes) | Josip Gluhak          | não houve outro competidor | não houve outro competidor |
| Zagreb 2014 (detalhes) | Josip Gluhak          | não houve outro competidor | não houve outro competidor |
| Zagreb 2015 (detalhes) | Josip Gluhak          | Stephen Spencer Baker      | não houve outro competidor |
| Zagreb 2016 (detalhes) | Stephen Spencer Baker | não houve outro competidor | não houve outro competidor |
| Zagreb 2017 (detalhes) | Tomislav Mikulandrić  | não houve outro competidor | não houve outro competidor |

### Individual feminino
| Evento                 | Ouro                 | Prata                   | Bronze                      |
| 1999 (detalhes)        | ?                    | ?                       | Idora Hegel                 |
| 2000 (detalhes)        | Idora Hegel          | ?                       | ?                           |
| 2001 (detalhes)        | Idora Hegel          | Ines Pavlekovic         | Željka Krizmanić            |
| 2002 (detalhes)        | Idora Hegel          | Ines Pavlekovic         | Željka Krizmanić            |
| 2003 (detalhes)        | Idora Hegel          | Željka Krizmanić        | Dora Strabic                |
| 2004 (detalhes)        | Idora Hegel          | Željka Krizmanić        | Helena Pozojevic            |
| 2005 (detalhes)        | Idora Hegel          | Maria Dikanović         | Željka Krizmanić            |
| 2006                   | Não houve competição | Não houve competição    | Não houve competição        |
| Zagreb 2007 (detalhes) | Idora Hegel          | Željka Krizmanić        | não houve outra competidora |
| Zagreb 2008 (detalhes) | Mirna Librić         | Maria Dikanović         | Franka Vugec                |
| Zagreb 2009 (detalhes) | Mirna Librić         | Maria Dikanović         | Franka Vugec                |
| Zagreb 2010 (detalhes) | Mirna Librić         | Franka Vugec            | Maria Dikanović             |
| Zagreb 2011 (detalhes) | Mirna Librić         | Franka Vugec            | Mateja Bursic               |
| Zagreb 2012 (detalhes) | Mirna Librić         | Nika Zafran             | Petra Jurić                 |
| Zagreb 2013 (detalhes) | Mirna Librić         | Nika Zafran             | Petra Jurić                 |
| Zagreb 2014 (detalhes) | Mirna Librić         | Petra Jurić             | Mateja Bursić               |
| Zagreb 2015 (detalhes) | Mirna Librić         | Mateja Bursić           | Ema Lipovscak               |
| Zagreb 2016 (detalhes) | Tena Copor           | Christina Lillian Baker | Valentina Mikac             |
| Zagreb 2017 (detalhes) | Tena Copor           | Mihaela Štimac Rojtinić | Claudia Krizmanić           |

### Dança no gelo
| Evento          | Ouro                                                          | Prata                                                         | Bronze                                                        |
| 2001 (detalhes) | Kamilla Szolnoki Dejan Illes                                  | não houve outro competidor                                    | não houve outro competidor                                    |
| 2002–2017       | Não houve disputa de dança no gelo; 2006 não houve competição | Não houve disputa de dança no gelo; 2006 não houve competição | Não houve disputa de dança no gelo; 2006 não houve competição |

### Patinação sincronizada
| Evento                 | Ouro                 | Prata                      | Bronze                     |
| 2001 (detalhes)        | Zagreb Snowflakes    | não houve outro competidor | não houve outro competidor |
| 2002                   | ?                    | ?                          | ?                          |
| 2003 (detalhes)        | Zagreb Snowflakes    | não houve outro competidor | não houve outro competidor |
| 2004 (detalhes)        | Zagreb Snowflakes    | não houve outro competidor | não houve outro competidor |
| 2005 (detalhes)        | Zagreb Snowflakes    | não houve outro competidor | não houve outro competidor |
| 2006                   | Não houve competição | Não houve competição       | Não houve competição       |
| 2007 (detalhes)        | Zagreb Snowflakes    | não houve outro competidor | não houve outro competidor |
| 2008 (detalhes)        | Zagreb Snowflakes    | não houve outro competidor | não houve outro competidor |
| Zagreb 2009 (detalhes) | Zagreb Snowflakes    | não houve outro competidor | não houve outro competidor |
| Zagreb 2010 (detalhes) | Zagreb Snowflakes    | não houve outro competidor | não houve outro competidor |
| Zagreb 2011 (detalhes) | Zagreb Snowflakes    | não houve outro competidor | não houve outro competidor |
| Zagreb 2012 (detalhes) | Zagreb Snowflakes    | não houve outro competidor | não houve outro competidor |
| Zagreb 2013 (detalhes) | Zagreb Snowflakes    | não houve outro competidor | não houve outro competidor |
| Zagreb 2014 (detalhes) | Zagreb Snowflakes    | não houve outro competidor | não houve outro competidor |
| Zagreb 2015 (detalhes) | Zagreb Snowflakes    | não houve outro competidor | não houve outro competidor |
| Zagreb 2016 (detalhes) | Zagreb Snowflakes    | não houve outro competidor | não houve outro competidor |
| Zagreb 2017 (detalhes) | Zagreb Snowflakes    | não houve outro competidor | não houve outro competidor |